# Acquaviva-Aragóniai Adriana conversanói grófnő
Acquaviva-Aragóniai Adriana (? – 1568), olaszul: Andreana/Adriana Acquaviva d’Aragona, Duchessa di San Pietro in Galatina, albánul: Andreana/Adriana Acquaviva d’Aragona, Princesha e Shqipërisë, latinul: Adriana (de) Aquaviva de Aragonia, születése jogán Conversano grófnője, Nardò hercegnője, házassága révén a Nápolyi Királyságban fekvő San Pietro in Galatina hercegnéje, címzetes albán fejedelemné. Enghieni Mária nápolyi királyné (I. László nápolyi király 3. felesége) ükunokája, I. Sarolta ciprusi királynő másodfokú unokatestvérének, Brankovics Irén albán fejedelemnének a menye, Aragóniai Beatrix magyar királyné másodfokú unokatestvérének, Acquaviva-Aragóniai Belizár conversanói grófnak az elsőszülött gyermeke, IV. Iván orosz cár másodfokú unokatestvérének, Kasztrióta Ferdinándnak a felesége, valamint Wittelsbach Erzsébet magyar királyné 12. generációs felmenője. Az Acquaviva-ház tagja. Egyetlen gyermekét túlélte.

## Élete
Édesapja Belisario (1464–1528), conversanói gróf, Nardò hercege és Aragóniai Beatrix magyar királyné másodfokú unokatestvére, édesanyja Sanseverino Sveva bisiganói hercegnő, Sanseverino Bernát (1470–1516) bisignanói hercegnek, Irén lánya apósának a húga.
Férje I. (Kasztrióta) Ferdinánd (?–1561) velencei patrícius, San Pietro in Galatina hercege a Nápolyi Királyságban, Kasztrióta György albán fejedelem (Szkander bég) unokája.
Szkander bég fia és utóda az Albán Fejedelemség élén, Kasztrióta János (?–1514) 1468-ban a családjával,  és híveivel a Nápolyi Királyság területére, I. Ferdinánd nápolyi királynak, Aragóniai Beatrix magyar királyné apjának az udvarába menekült az oszmán-török megszállás miatt, és ott a San Pietro in Galatina hercegi címét nyerték el. Szkander bég dédunokája, Adriana lánya, Kasztrióta-Szkanderbég Irén mivel apjának egyetlen törvényes, házasságából született gyermeke volt, San Pietro in Galatina hercegnője és az „albán királyi cím” örököse lett.
Irén 1539-ben feleségül ment Sanseverino Péter Antalhoz (?–1559), a Nápolyi Királyságban fekvő Bisignano hercegéhez, aki az anyjának volt az elsőfokú unokatestvére, hiszen Irén anyjának az anyai nagyapja és Irén férjének az apai nagyapja Girolamo (Jeromos) (1448 körül–1487), Bisignano hercege volt.
Irén volt férjének a harmadik felesége, akinek még nem született fiú örököse, csak két lánya volt a korábbi házasságából és egy természetes lánya, aki később Irén egyik féltestvéréhez, apjának egyik házasságon kívül született fiához ment feleségül.
Irén két gyermeket szült. Világra hozta férjének a várva-várt fiú örököst, és a lánya, Viktória révén Szkander bég utódai közül kerültek ki leányágon többek között Wittelsbach Erzsébet magyar királyné és a belga királyi ház ma élő tagjai is.
Adriana három évvel élte túl Irént, az egyetlen gyermekét.

## Gyermeke
- Férjétől, I. (Kasztrióta) Ferdinánd (?–1561) velencei patríciustól, San Pietro in Galatina hercegétől, 1 leány:
  - Irén (1528–1565), San Pietro in Galatina hercegnője suo iure, férje Sanseverino Péter Antal (?–1559) bisignanói herceg, 2 gyermek: 
    - Miklós Bernát (1541–1606), Bisignano hercege, felesége Della Rovere Izabella (1554–1619) urbinói hercegnő, 1 fiú+2 természetes leány, összesen 3 gyermek:
      - (házasságából): Sanseverino Ferenc Teodor (1579–1595), Chiaromonte grófja, nem nősült meg, gyermekei nem születtek
      - (házasságon kívüli kapcsolatából): Sanseverino Irén (?–1597), férje Bernardino Milizia, Santa Sofia bárója, gyermekei nem születtek
      - (házasságon kívüli kapcsolatából): Sanseverino Júlia, férje N. N., 1 fiú

    - Viktória, férje II. (Capuai) Ferdinánd (?–1614), Termoli hercege a Nápolyi Királyságban, 1 fiú:
      - Capuai Péter Antal (?–1614 után), Termoli hercege, felesége Frangepán Bernardina della Tolfa (?–1594), 5 gyermek, többek között:
        - Capuai Viktória (1587–1648), férje Pignatelli Ferenc (1580–1645), Bisaccia hercege, 2 fiú, többek között:
          - Pignatelli Ferenc (?–1681), Bisaccia hercege, felesége Chiara del Guidice, 2 gyermek, többek között:
            - Pignatelli Miklós (1658–1719), Bisaccia hercege, felesége Maria Clara Angelica van Egmont (1661–1714), 2 gyermek, többek között:
              - Pignatelli Mária Franciska (1696–1766), Bisaccia hercegnője, férje Ligne-i Lipót Fülöp (1690–1754), Arenberg hercege, 6 gyermek, többek között:
                - Ligne-i Károly (1721–1778), Arenberg hercege, felesége Marcki Lujza Margit (1730–1820), Schleiden grófnője, 8 gyermek, többek között: 
                  - Ligne-i Lajos (1757–1795) arenbergi herceg, 1. felesége Anne de Mailly-Nesle (1766–1789), Ivry-sur-Seine úrnője, 1 leány, 2. felesége Jelizaveta Boriszovna Sahovszkaja (1773–1796) hercegnő, 1 leány, összesen 2 leány, többek között:
                    - (1. házasságából): Ligne-i Amália (1789–1823) arenbergi hercegnő, férje Wittelsbach Piusz Ágost (1786–1837), herceg Bajorországban, 1 fiú:
                      - Wittelsbach Miksa József (1808–1888), herceg Bajorországban, felesége Mária Ludovika Vilma (1808–1892) bajor királyi hercegnő, 9 gyermek, többek között:
                        - Wittelsbach Erzsébet magyar királyné (1837–1898)
                        - Wittelsbach Károly Tivadar (1839–1909) herceg Bajorországban, 1. felesége Wettin Zsófia (1845–1867) szász királyi hercegnő, 1 leány, 2. felesége Mária Jozefa (1857–1943) portugál királyi hercegnő, 5 gyermek, összesen 6 gyermek, többek között:
                          - (2. házasságából): Wittelsbach Erzsébet (1876–1965), férje I. Albert (1875–1934) belga király, 3 gyermek, többek között:
                            - III. Lipót belga király (1901–1983)

                        - Wittelsbach Mária Zsófia (1841–1925) nápoly–szicíliai királyné, férje II. Ferenc nápoly–szicíliai király (1836–1894), 1 leány+2 természetes gyermek, összesen 3 gyermek